# مايكروسوفت لوميا
مايكروسوفت لوميا (بالإنجليزية: Microsoft Lumia)‏ سابقا نوكيا لوميا (Nokia Lumia Series) هي سلسلة هواتف ذكية تعمل بنظام ويندوز فون من إنتاج شركة نوكيا من العام 2011 حتى عام 2014، ومن إنتاج مايكروسوفت موبايل من عام 2014 حتى الآن. أطلق أول هاتف ذكي من سلسلة لوميا في شهر نوفمبر من العام 2011 وهو نوكيا لوميا 800 وبعده هاتف نوكيا لوميا 900 في عام 2012، حققت السلسلة أرباح لنوكيا ومايكروسوفت موبايل ومايكروسوفت حيث حققت في الربع الرابع من العام 2014 مبيعات أكثر من 4 ميلون وحدة من هواتف ذكية لهذه السلسلة (لوميا Lumia) بحسب قول شركة مايكروسوفت. يشتق اسم لوميا من صيغة الجمع الجزئية للكلمة الفنلندية لومي، والتي تعني «الثلج».

## التاريخ
من عام 1998 إلى عام 2012، كانت نوكيا أكبر بائع للهواتف المحمولة في العالم، والتي تضمنت الهواتف الذكية المبكرة المبنية على نظامها الأساسي سيمبيان (Symbian). ومع ذلك، انخفضت حصتها في السوق في السنوات اللاحقة نتيجة الاستخدام المتزايد للهواتف الذكية التي تعمل باللمس من البائعين الآخرين، مثل خط آبل ايفون (Apple iPhone) والمنتجات المستندة إلى اندرويد (Android). انخفضت حصتها في السوق إلى 28 ٪ في عام 2010، وفي أبريل 2012، تفوقت سامسونغ الكترونيك (Samsung Electronics) (مستخدم بارز لنظام اندرويد) على شركة نوكيا في النهاية كأكبر بائع للهواتف المحمولة في العالم. عارض ستيفن إيلوب الرئيس التنفيذي لشركة نوكيا فكرة إنتاج أجهزة اندرويد للحفاظ على سمعة نوكيا معتقدًا أن الشركة لن تكون قادرة على التمييز بشكل مناسب بين منتجات اندرويد ومنتجات البائعين الآخرين.
شراكة بين مايكروسوفت Microsoft ونوكيا Nokia
في فبراير 2011، أعلن ستيفن إيلوب والرئيس التنفيذي لشركة مايكروسوفت ستيف بالمر بالاشتراك عن شراكة تجارية كبيرة بين نوكيا ومايكروسوفت، والتي من شأنها أن تجعل نوكيا تتبنى ويندوز فون (Windows Phone) كمنصة أساسية للهواتف الذكية المستقبلية، لتحل محل سيمبيان. تضمنت الصفقة أيضًا دمج بينغ (Bing) كمحرك بحث على أجهزة نوكيا، ودمج خرائط نوكيا في خدمات رسم الخرائط الخاصة مايكروسوفت.
في أوائل عام 2012، أصدرت نوكيا لوميا 610، وهو جهاز جديد للمبتدئين يستفيد من متطلبات النظام المنخفضة التي قدمها تحديث (Windows Phone 7). كان الهدف من هذه الأجهزة المنخفضة الجودة تحسين استخدام ويندوز فون (Windows Phone) في الأسواق الناشئة مثل الصين. في يونيو 2012، تلقت كل من نوكيا ومايكروسوفت انتقادات كثيرة بعد أن تم الكشف عن أن أجهزة (Lumia Windows Phone) بسبب كونها غير قابلة للترقية والتحديث إلى نظام (Windows Phone 8).
في وقت لاحق في سبتمبر 2012، كشفت نوكيا النقاب عن Lumia 820 وLumia 920، وهما أول جهازين يستخدمان (Windows Phone 8) يتميز كلاهما بتقنية NFC ، مع Lumia 820 الذي يتضمن فتحة بطاقة ذاكرة، يتميز هاتف Lumia 920 أيضًا بشحن لاسلكي Qi وكاميرا دقة واضحة "PureView" مع تثبيت بصري للصورة. حقق Lumia 920 نجاحًا تجاريًا للشركة.
على الرغم من أن مبيعات خط Lumia تجاوزت مبيعات بلاك بيري في نفس الفترة، إلا أن نوكيا لا تزال تتكبد خسارة تشغيلية قدرها 115 مليون يورو مع انخفاض الإيرادات بنسبة 24٪ لتصل إلى 5.7 مليار يورو. بعد الربع الثاني من عام 2013 تكبدت نوكيا ما قيمته 4.1 مليار يورو من الخسائر التشغيلية. في الربع الثالث من عام 2013، بلغت مبيعات لوميا 8.8 مليون في جميع أنحاء العالم؛ أكثر من ثلاث مرات أعلى من نفس الفترة من العام السابق، في الوقت نفسه بلغت حصة سوق (Windows Phone) الإجمالية ضعفين في العديد من البلدان في أوروبا ومناطق أخرى.

## طالع كذلك
- سيمبيان
- ويندوز فون
- مايكروسوفت
- نوكيا